# 隆林中国溪蟹
隆林中国溪蟹（学名：Chinapotamon longlinense）为溪蟹科中国溪蟹属的动物。在中国大陆，分布于广西等地，常栖息于海拔1000米处山区溪流石块下。